# Alicia (thực vật)
Alicia là một chi thực vật có hoa trong họ Malpighiaceae.

## Loài
Chi Alicia gồm các loài: